# François Rude

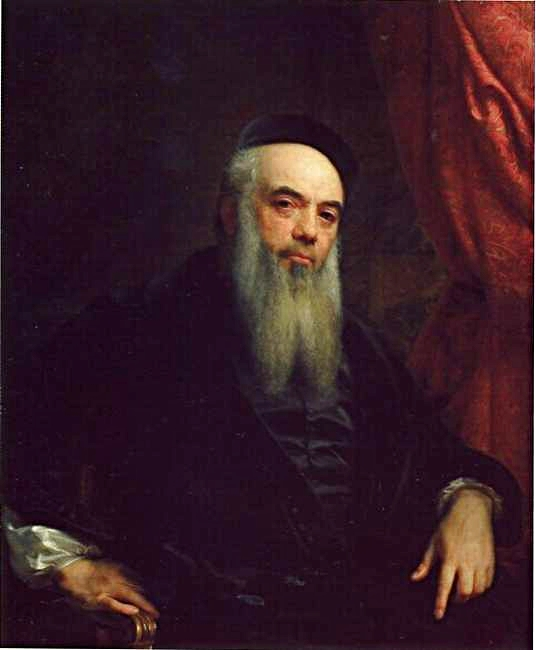
François Rude, porträtt från 1842.

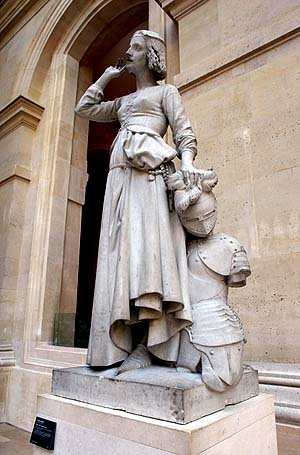
Jeanne d'Arc av Rude (1852), Louvren.

François Rude, född den 4 januari 1784 i Dijon, död den 3 november 1855 i Paris, var en fransk skulptör.

## Biografi
Rude, som var son till en kaminsmed, arbetade som gosse i faderns yrke, men besökte även konstskolan i födelsestaden. Från denna tid finns en marmorstaty, Brottare i vila (1806; i Dijons museum). Han kom till Paris 1807, fick tack vare Dominique Vivant Denon biträda vid utförandet av den spiralformiga reliefen runt om kolonnens på Place Vendôme. Han studerade även vid konstakademien och vann Rompriset 1812.
Till följd av statens penningbrist under krigsåren kunde han inte resa till Rom. Han vistades under de hundra dagarna 1815 i Dijon och åtföljde samma år en bonapartistiskt sinnad familj till Bryssel. Där mottogs han vänligt av Jacques-Louis David, fick arbete bland annat vid det kungliga palatset och slottet i Tervuren, gjorde sig känd som skicklig skulptör och upprättade även en skola.
År 1827 återvände han till Paris och intog där genast en plats i främsta ledet bland konstnärerna. Han ställde ut Merkurius, efter striden bindande sina sandaler (1827, i brons 1834, Louvre; ett nytt delvis ändrat exemplar 1837 i Thiers’ samling på samma museum) och Neapolitansk fiskargosse lekande med en sköldpadda (1831, i marmor 1833, Louvre).
På beställning av staten gjorde han teckningar till fyra monumentala reliefer för Triumfbågen, Paris, men fick utföra endast en av dem, Krigarnas avmarsch (1836). Detta är inte en historisk skildring av de frivilligas avtåg 1792, utan snarare en symbolisk framställning av hänförelsen för striden. De figurer, som inte är nakna, bär gammalromerska dräkter, över deras huvuden svävar segergudinnan, pekande framåt med svärdet och ropande framåt!, Marseljäsen har hon blivit kallad (en gipsavgjutning av hennes huvud finns i Glyptoteket i Köpenhamn). Rudes förslag att kröna triumfbågen med en jättestor örn sittande på en jordglob blev såsom alltför utmanande ej antaget.
Bland Rudes följande arbeten märks särskilt Moritz av Sachsen (staty i Versailles 1838), Ludvig XIII som gosse (statyett i silver 1842, slottet Dampierre, ett verk av aristokratisk hållning, utfört med sirlig elegans), general Cavaignacs monument (i brons 1847, Montmartrekyrkogården; den döde ligger utsträckt, kroppen höljd av ett draperi).
Samma år fullbordades framställningen av Napoleon I, som vaknar upp ur dödens sömn. Det mäktiga huvudet med det slutna, mörka uttrycket har storslagen verkan, över kejsaren höjer en örn sina vingar. Monumentet utfördes för en privatman och uppställdes i parken vid dennes bostad i Fixin nära Dijon; gipsmodellen kan ses i Louvren.
År 1848 avtäcktes Gaspard Monges staty i Beaune. Vetenskapsmannen framställes föreläsande; figuren är överlägsen i karakteristik och intressant i sin rörelse; gipsmodellen finns i Louvre). Jeanne d’Arc, lyssnande till änglarösterna (marmor 1852, Louvre), är ett av Rudes mindre betydande arbeten. Från samma år är general Bertrands staty i Châteauroux. År 1853 avtäcktes marskalk Neys staty i Paris. Ney framställs gående med dragen, lyftad sabel och ropande framåt! till sina soldater.
Rude utförde många porträtt, varibland finns flera högst karaktärsfulla verk (i Louvren, Dijon och Versailles) samt kyrkliga och antika motiv, såsom Jesu dop (marmor 1841, Madeleinekyrkan), Hebe och örnen, Amor, världens härskare (båda i marmor 1846 och 1855, Dijons museum), Kristus på korset (i brons i S:t Vincent de Paul 1852; en annan i marmor i Louvren).
Rudes verksamhet utgör medelpunkten i den franska skulpturens historia under 1800-talet. Huvudlinjen i dess utveckling går från Jean-Antoine Houdon till Rude och vidare till Jean-Baptiste Carpeaux och Auguste Rodin. Rude är typiskt fransk, även i det deklamatoriska drag som är iögonfallande i flera av hans verk.
Han är en revolutionär romantiker utan fanatism och en djärv och genialisk naturiakttagare och realist, alltid en personlighet för sig. Samtidens akademiska riktning gillade naturligtvis inte det antiklassiska i hans konst. Han blev aldrig medlem av akademien, men mottog ändå en av hedersmedaljerna vid världsutställningen 1855.
Han levde ett lugnt och tillbakadraget arbetsliv, omgiven av sin familj och sina lärjungar. Hans hustru, Sophie, född Frémiet (1797–1867), var målare, representerad i Dijons museum med Den heliga Jungfruns syn (1831). En staty av Rude, modellerad av Tournois, avtäcktes i Dijon 1888.